# Heinz Brahm
Heinz Brahm (* 8. März 1935 in Viersen; † 14. November 2019) ist ein deutscher Politologe und Historiker. Er war Forschungsbereichsleiter und Leitender Wissenschaftlicher Direktor im ehemaligen Bundesinstitut für ostwissenschaftliche und internationale Studien in Köln, der Vorgängerbehörde der heutigen Stiftung Wissenschaft und Politik in Berlin. Er war einer der am längsten dort beschäftigten Mitarbeiter, die die konzeptionellen Wandlungen des Instituts unmittelbar miterlebten und in ihrer Arbeit umsetzen mussten.

## Werdegang
Brahm studierte Geschichte, Politische Wissenschaft, Germanistik und Slawistik in Marburg und Kiel. 1963 promovierte er an der Universität Kiel mit einer Arbeit über den russischen Revolutionär Leo Trotzkij.
Nach der Promotion von 1963 bis 2000 Mitarbeiter des Bundesinstituts für ostwissenschaftliche und internationale Studien in Köln. Seit 1973 war er Fachbereichsleiter für Innenpolitik, ab 1989 für Ostmittel- und Südosteuropa. Im Jahre 2000, als das Bundesinstitut geschlossen wurde, wurde er pensioniert.
Am 6. April 1961 wurde dann das Bundesinstitut zur Erforschung des Marxismus-Leninismus (Institut für Sowjetologie) offiziell gegründet. Heinz Brahm kam 1963 als wissenschaftlicher Mitarbeiter dazu. Er machte dann auch die Umstellung des ursprünglich auf ideologische Fragen konzentrierten Instituts auf die Untersuchung der innen- und außenpolitischen Vorgänge in den Ländern Osteuropas mit. Er war damals für die Gesellschaft, Ideologie und Innenpolitik der Länder des Ostblocks zuständig. Seine Abteilung verfolgte die Veränderungen in der Sowjetunion und im Ostblock von der Stalin-Ära über Chruschtschow und Breschnew zur Reformperiode von Gorbatschow. Den Zusammenbruch der Sowjetunion und des Kommunismus konnten die Experten des Bundesinstituts jedoch nicht voraussehen.
Als Historiker und Politikwissenschaftler hat er seit der Wende in Osteuropa auch die Entwicklung Bulgariens beobachtet und erforscht. Er scheute sich nicht, die Entwicklung in Bulgarien kritisch zu beurteilen, insbesondere die mangelnde Auseinandersetzung mit Kommunismus und Staatssicherheit, mit Korruption und Kriminalität und einem unverantwortlichen Populismus linker wie auch rechter Provenienz.

## Veröffentlichungen
Er ist Autor von ca. 80 Beiträgen in Zeitschriften und Sammelbänden, die zu einem Teil auch in Englisch, Französisch, Russisch, Japanisch, Tschechisch und andere Sprachen erschienen. Artikel von ihm erschienen auch in großen Tageszeitungen wie Frankfurter Allgemeine Zeitung, Neue Zürcher Zeitung, Die Zeit, Rheinischer Merkur. Etwa 100 Artikel erschienen in bulgarischen Zeitungen und Internetseiten.

## Publikationen (Auswahl)
- Trotzkijs ideologischer Kampf um die Nachfolge Lenins (Dissertation), Verlag Wissenschaft und Politik, Köln 1964
- Pekings Griff nach der Vormacht, Verlag Wissenschaft und Politik, Köln 1966
- Russische Revolution und Weltrevolution, Bundeszentrale für politische Bildung, Bonn 1967
- Der Kreml und die CSSR 1968 -1969, Stuttgart, Verlag Kohlhammer, 1970
- Die Sowjetunion im Übergang von Breschnew zu Andropow, Berlin, Duncker und Humblot, 1984.
- Glasnost – der Geist aus der Flasche, Berichte des Bundesinstituts für ostwissenschaftliche und internationale Studien, 1990.
- Die neue Parteienlandschaft in Osteuropa, Berichte des Bundesinstituts für ostwissenschaftliche und internationale Studien, 1993.
- „Sin'oto pravitelstvo na Filip Dimitrov“ (Die blaue Regierung von Filip Dimitrov, in Bulgarisch), Sofia 1998.
- Die erste antikommunistische Regierung in Bulgarien, Berichte des Bundesinstituts für ostwissenschaftliche und internationale Studien, 1998.
- Glasnost – der Geist aus der Flasche, Berichte des Bundesinstituts für ostwissenschaftliche und internationale Studien, 1990.
- "Schreibtischtäter Lenin", in: Osteuropa, 50. Jahrgang, 10/2000, Seite 1115–1122.
- Heinz Brahm:  „Drehscheibe der Osteuropaforschung (Memento vom 27. April 2013 im Internet Archive): Bundesinstitut für ostwissenschaftliche und internationale Studien“, in: Osteuropa, 55. Jahrgang, 12/2005, Seite 163–175.
- Heinz Brahm, Valerij Ljubin: Ein unbekannter Adenauer, Frankfurter Allgemeine Zeitung, Nr. 213, 13. September 2005, Seite 10.